# Густав Раш
Густав Хайнрих Вилхелм Раш е немски журналист и пътеписец, който е известен с често полемичните си текстове, но също и с антипруските си настроения и политическата си агитация.
В книгата си Die Türken in Europa дава сведения за българите и техните етнически граници.

## Биография
Роден е на 17 ноември 1825 година в Хановер. Баща му живее в Оснабрюк между 1828 и 1839 година, там след смъртта му живее неговата вдовица. Вероятно е Густав Раш да е израснал в Оснаррюк.
Според Густав Раш той учи право в университета в Гьотинген в продължение на няколко години, въпреки че не е известно кога е получил докторската си степен. Във всеки случай, в първата си книжна публикация, Die neue Konkurs-Ordnung (1855), той се появява като „доктор и по двете права“, което означава, че е учил и завършил както гражданско, така и каноническо право.
Като стажант-съдия Раш участва в революцията в Берлин през 1848 година и по-специално в щурма на Берлинския арсенал. Акцията се проваля, поради което Раш бяга първо в Швейцария, а след това в Страсбург и Париж. След завръщането си през 1849 г. е осъден на затвор в Магдебург.

### Ранни години като писател
През първата половина на 1850 г. Раш пише по правни въпроси и публикува няколко правни ръководства. Около средата на 50-те години на XIX век започва кариера като автор на пътеписи. Хоризонтът му е от Рюген и Тюрингската гора до Бавария, Австрия, Швейцария и Северна Италия. Първата му книга за пътешествия – Пътуване до Рюген (1856) – се превъръща в една от най-продаваните му книги и е рекламирана и препечатана в немски списания в продължение на много години.
Първите му туристически пътувания до Австрия и Швейцария (1858) са началото на нестабилен живот на пътуващ журналист, който той води почти до смъртта си.
През 1875 г. той е представен във вестник като „писателят-номад“. Пътуванията му го отвеждат до Италия (1859 – 1860), Лондон (1865, 1875), Франция (1863, от 1870), Алжир (1865, тогава френски), Унгария (1866), Румъния/Влашко (1866, 1871), Швеция (1868), Испания (1869), Холандия (1869), Гърция (1871), Елзас-Лотарингия (1873), Тирол (1874), Трансилвания (1877), също в днешна България (1871, тогава в Османската империя) и в Цариград (1871), както и в Сърбия (1866, 1871 – 72) и Черна гора (1871 – 1872, 1874).

### Италия (1859 – 1861)
Италианската борба за независимост срещу австрийското и бурбонското управление събужда в него ентусиазиран национализъм. Цялата му симпатия е към италианците и по-специално към Джузепе Гарибалди. Пътува из Италия през 1859 – 1860 г. и в резултат на приключенията му се появяват множество статии, както и неговият тритомен Leidensgeschichte des italienischen Volkes (1860 – 1862) и двутомна биография на Гарибалди Das Schwert Italiens (1863).
Силно антиавстрийското изобразяване на събитията от Раш е прието много положително в Италия, особено след като той дори изпраща книгите си на самия Гарибалди, но резервирано в немската преса.
Реакцията в Австрия е доста по-остра. Първият том от разказа на Раш за най-новата италианска история е забранен в цяла Австрия веднага щом се появява през февруари 1860 г. с министерски указ, а малко по-късно и в Прусия и Русия. Третият том на Frei bis zur Adria на Раш е забранен „за целия обхват на Австрийската монархия“. През 1863 г. биографията на Раш за Гарибалди, Мечът на Италия, е забранена също поради „нарушаване на обществения мир“, а следващата година е забранена и „Новата Италия“ (Das neue Italien) по същата причина.

### Шлезвиг-Холщайн (1862 – 1864)
След Италия събитията, свързани с бъдещето на Шлезвиг и Холщайн, заемат цялото внимание на Раш през годините 1862 – 1864. Антипруските му настроения са очевидни в неговите писания по въпроса за Шлезвиг-Холщайн и последвалата датско-германска война (1864); също така той агитира на местно ниво срещу пруската намеса. Раш подкрепя т. нар. Аугустенбургско движение в Шлезвиг, което призовава Шлезвиг-Холщайн да бъде независим от Прусия.
Вторият том от произведението на Раш Vom verrathenen Bruderstamme е „конфискуван от полицията“ в Прусия през май 1864 г., след като самият той е изгонен от окупираното херцогство Шлезвиг три месеца по-рано. Официалната обосновка е, че Раш е посочил в книгата си, че целта на войната е „несигурна“ и че той се е изказал „неблагоприятно“ за пруската артилерия. Според пруската прокуратура това вероятно е подбудило „омраза към пруското правителство“. Конфискуването на книгата на Раш обаче можело да бъде „извършено само за два екземпляра“, тъй като всички останали вече били в частни ръце.
Йенс Ове Петерсен правилно преценява, че Раш, „въпреки че самият той е бил пруски гражданин, в определени отношения е въплъщавал един вид фундаментална опозиция на правителството на родината си“. Въпреки това Раш решително представлява германските национални интереси и също така се проявява като антидатски агитатор от 1862 г. Още през 1862 г. има полемика относно статиите на Раш в Gazebo (под заглавието От земите на племето на изоставените братя) и около книгата му От племето на изоставените братя (1862), тъй като в тях той осъжда датския политиката в Шлезвиг. През февруари 1863 г. датското правителство инструктира всички полицейски служби да го арестуват и отведат в Копенхаген.
През януари 1864 г. поради участието на Раш кризата в Шлезвиг той обикновено е възприеман като антидатски и антипруски агитатор и е представен в немскоезичните вестници като „добре известния революционер“. На 12 февруари 1864 г. Раш е арестуван във Фленсбург от пруски офицер и отведен в градския затвор на Фленсбург. След 48 часа в ареста е освободен при условие, че „трябва да напусне херцогство Шлезвиг най-късно до утре под забраната за връщане“, за което Раш се е ангажирал „почтено“. В края на февруари се връща в Берлин, оплаква се писмено на Бисмарк за експулсирането си и иска удовлетворение. Пруският граждански комисар за Шлезвиг фон Зедлиц веднага отхвърля това, позовавайки се на доказаната агитационна дейност на Раш. Това е последвано през май от конфискуването на току-що публикувания втори том на Vom verratenen Bruderstamme на Раш (виж по-горе), но процес пред Берлинския градски съд за престъпления в пресата приключва през септември с оправдателна присъда на Раш.
Подкрепата на Раш за германските национални интереси в Шлезвиг-Холщайн и едновременното отхвърлянето на пруската намеса са тясно свързани с неговото фундаментално, винаги ентусиазирано одобрение на всички национални проекти в Европа, които променят континента от 1860 г. нататък, като се започне с основаването на Кралство Италия и по-късно се разпростира върху движенията за национална независимост в Испания и на Балканите (Черна гора, Сърбия, България). Големите наднационални хегемонични сили, предимно Австрийската монархия и Османската империя, са главните страшилища в понякога много полемичните писания на Раш по темата.

### Пътуващ журналист (1865 – 1870)
След кризата в Шлезвиг-Холщайн Раш стои настрана от пряка политическа намеса през следващите години и се връща към писането на репортажи за пътувания и среда.
През 1865 г. в живота на Раш започва период на интензивно и неспокойно пътуване. През февруари е в Лондон, където е представител на „Демократическата партия“ сред немските емигранти там. На среща в Лондон, в прочутата компания на Карл Блинд, Лудвиг Фойербах и Фердинанд Фрайлиграт, е решено да се издава отделно месечно списание под заглавието The German Confederate.
Месец по-късно, през март, Раш вече е в тогавашния френски Алжир и през април пътува през Бискра към южната част на страната (в Сахара). Няколко месеца след завръщането си от Северна Африка, от средата на септември 1865 г., той заминава на четириседмично турне в Шлезвиг-Холщайн, за което пише дълъг, широко цитиран вестникарски репортаж. Следващата книга „Пруският полк в Шлезвиг-Холщайн“, която той публикува през пролетта на 1866 г., е „конфискувана“ от пруската полиция малко след публикуването ѝ.
През 1866 г. пътува до Унгария и през Влашко, през 1868 г. – до Швеция, началото на 1869 г. заминава за Испания като „специален кореспондент“ за Wiener Neue Freie Presse и Frankfurter Zeitung. Там следи отблизо събитията около преустройството на испанската държава, което след свалянето на кралица Изабела II води до конституцията от 1869 г. и временно овакантяване на трона. Раш симпатизира на републиканските сили.
През януари 1870 г. Раш се премества от Берлин в Париж. През втората половина на 1860-те години работи като сътрудник на различни немски и австрийски вестници.

### Югоизточна Европа и Елзас (1871 – 1874)
През 1871 г. Раш пътува до Румъния, Европейска Турция (в района на днешна България), Константинопол и Гърция (особено Атина). През зимата на 1871 – 1872 г. той отива в Черна гора и в Сърбия (в началото на лятото). В началото на юли 1872 г. е отново във Виена.
През 1871 г. – след Италия, Шлезвиг-Холщайн и Испания – той бързо открива националните движения на Балканите, насочени срещу османската власт, като нови политически и фейлетонистични обекти на интерес. Той вижда себе си (както неговият приятел Фридрих Хаклендер свидетелства) като „красноречив защитник на народите между Австрия и Турция“. В писмо от Букурещ от 26 май 1871 г. Раш заявява, че е пристигнал там на път за Ориента, където възнамерява да остане за по-дълъг период от време, за да проучи цялостно културните условия.
Преживяванията на Раш от пътуването на Балканите са отразени в множество статии и в две книги, като особено се откроява двутомната „Турците в Европа“. Неговите специални симпатии са към Черна гора и той посвещава своя труд „Турците в Европа“ на княза на Черна гора Никола I с патетични думи.
Князът му връща услугата през април 1874 г., като го награждава с черногорския Орден на Данило. През октомври-ноември 1874 г. Раш отново заминава за Черна гора, като по това време вече си е спечелил репутацията на „черногорски придворен журналист“ в австрийската преса.
Основният труд на Раш, отразяващ пътуванията му в Югоизточна Европа, са двата тома „Турците в Европа“. Първият том разглежда преживяванията му в Белград, Румъния, България и Константинопол, вторият е престоят му в Атина и Черна гора. Има и дълги екскурзии по история, култура и политически въпроси. Текстът се характеризира навсякъде със силна омраза към турците, особено след като Раш успява да използва много по-суров тон към Османската империя, отколкото в творбите си, които засягат пруските или австрийските интереси. Предговорът към първия том на „Турците в Европа“ започва по следния начин и не оставя никакво съмнение относно позицията на автора: „Турците живеят на Балканския полуостров почти пет века, като от появата си във и срещу Европа те са водили над сто войни, в които загиналите на бойното поле или падналите под турско робство християни могат да се броят само в милиони. Номадско племе, нахлуло в Европа от Азия (...) е стъпило върху главите на петнадесет милиона гръцки и славянски християни в продължение на почти пет века (...). Нищо не е по-значимо; Нищо не характеризира това турско владичество в Европа, продължило почти половин хилядолетие, по-добре и по-всеобхватно от известната поговорка на един турски дервиш: „Където турчинът стъпи, и тревата изсъхва.“
Скоро след излизането на „Турците в Европа“се забелязва, че Раш преписва от стари трудове за Балканите много страници, без посочи източника, т.е. плагиатства. Двете по-стари произведения са „Славяните на Турция или черногорците, сърбите, бошняците, албанците и българите, техните сили и средства, техните стремежи и техният политически напредък“ (1844) от френския славист Сиприен Робер и книгата From Orsová to Kiutahia (1851) от Джоузеф Хътър, въпреки че самият Хътър вече е използвал широко Робер.
Същото важи не само за „Турците в Европа“ на Раш, но и за неговия труд „Фарът на Изтока: Сърбия и сърбите“ (1873) В тази книга Раш безскрупулно и широко използва книгата на Феликс Каниц от 1868 г. „Сърбия. Историко-етнографски пътеписи от годините 1859–1868“. Каниц е изключително чувствителен към плагиатството и ясно се оплаква от това в по-късно издание на своя труд, говорейки за Густав Раш като за „известния плодовит писател (...), който е направил от моята „Сърбия“, издадена през 1868 г., своя „Фар на Изтока“.
През юли 1873 г., няколко дни след включването на Елзас-Лотарингия в Германската империя, Раш пътува дотам и в началото на следващата година публикува обвинителния акт Прусите в Елзас и Лотарингия. В него той критикува пруската политика в новопридобитата имперска земя, която според него не е нищо друго освен „робство на духовете“; говори за „пруска война на унищожение срещу френския език и образование“ в Елзас-Лотарингия. Очаквано нигата е конфискувана по заповед на полицейския щаб в Берлин в началото на март 1874 г.

### Последните години (1874 – 1878)
През пролетта на 1874 г. Раш публикува последния от многото си туристически пътеводители под провокативното заглавие „Туристическа похот и страдание в Тирол“. Той не спести яростната си критика на католическото християнство и полемични забележки от всякакъв спектър, така че книгата скоро стана тема на разговор в съответния регион и в цяла Австрия. Пустертал и Меран са особено силно засегнати, Раш се превръща в персона нон грата в Тирол.
През 1876 г. Раш живее в Париж. През пролетта на 1877 г. се премества във Виена и прави кратко пътуване до Трансилвания.
В средата на ноември 1877 г. Раш получава тежък инсулт в родния си град Мьодлинг близо до Виена, което води до частична парализа. Отведен е до Берлин-Шьонеберг в санаториум през декември благодарение на специален влак, предоставен му от барон Ротшилд във Виена. Умира няколко седмици по-късно, на 14 февруари 1878 г.

## Личен живот
Густав Раш е женен за оперната певица, сопраното Роза де Руда (Róza Bogya de Ruda) от Унгария (1835 – 1919).

## Отличия
- Награден е с черногорския орден за заслуги на Данило I от княз Никола I Петрович Негош (през април 1874).